# European Darts Trophy
| European Darts Trophy | European Darts Trophy   |
| --------------------- | ----------------------- |
| Sportart              | Darts                   |
| Organisator           | PDC                     |
| Turnierart            | Ranglistenturnier       |
| Austragungsort        | Lokhalle, Göttingen     |
| Austragungszeitraum   | wechselnd               |
| Rekordsieger          | Michael van Gerwen (3×) |
| amtierender Sieger    | Nathan Aspinall         |
| Letzte Austragung     | 2025                    |
| Nächste Austragung    | 2026                    |

Die European Darts Trophy ist ein Ranglistenturnier der European Darts Tour im Dartsport, welches von der PDC veranstaltet wird.

## Geschichte
Das Event wurde im Jahr 2013 zum ersten Mal ausgetragen. Austragungsort war bis 2016 die RWE Sporthalle in Mülheim an der Ruhr, seit 2017 die Lokhalle in Göttingen.
Der amtierende Sieger ist Nathan Aspinall, der damit im März 2025 seinen ersten European-Tour-Titel gewann.

## Format
Das Turnier wird im K.-o.-System gespielt. Spielmodus ist in den ersten drei Runden best of 11 legs, im Halbfinale best of 13 legs und im Finale best of 15 legs.
Jedes leg wird im double-out-Modus gespielt.

## Preisgeld
Bei dem Turnier werden insgesamt £ 175.000 an Preisgeldern ausgeschüttet. Das Preisgeld verteilt sich unter den Teilnehmern wie folgt:
| Position (Anzahl der Spieler) | Position (Anzahl der Spieler) | Preisgeld |
| ----------------------------- | ----------------------------- | --------- |
| Gewinner                      | (1)                           | £ 30.000  |
| Finalist                      | (1)                           | £ 12.000  |
| Halbfinalisten                | (2)                           | £ 8.500   |
| Viertelfinalisten             | (4)                           | £ 6.000   |
| Achtelfinalisten              | (8)                           | £ 4.000   |
| Verlierer der 2. Runde        | (16)                          | £ 2.500   |
| Verlierer der Vorrunde        | (16)                          | £ 1.250   |
|                               |                               |           |
|                               |                               | £ 175.000 |

## Finalergebnisse
| Jahr | Austragungsort                      | Sieger             | Ergebnis | Finalist           | Preisgeld  | Preisgeld |
| Jahr | Austragungsort                      | Sieger             | Ergebnis | Finalist           | Gesamt     | Sieger    |
| ---- | ----------------------------------- | ------------------ | -------- | ------------------ | ---------- | --------- |
| 2013 | Glaspalast, Sindelfingen            | Wes Newton         | 6 : 5    | Paul Nicholson     | 0£ 100.000 | 0£ 20.000 |
| 2014 | Kohlrabizirkus, Leipzig             | Michael Smith      | 6 : 5    | Michael van Gerwen | 0£ 100.000 | 0£ 20.000 |
| 2015 | RWE Sporthalle, Mülheim an der Ruhr | Michael Smith      | 6 : 2    | Michael van Gerwen | 0£ 115.000 | 0£ 25.000 |
| 2016 | RWE Sporthalle, Mülheim an der Ruhr | Michael van Gerwen | 6 : 5    | Mensur Suljović    | 0£ 115.000 | 0£ 25.000 |
| 2017 | Lokhalle, Göttingen                 | Michael van Gerwen | 6 : 4    | Rob Cross          | 0£ 135.000 | 0£ 25.000 |
| 2018 | Lokhalle, Göttingen                 | Michael van Gerwen | 8 : 3    | James Wade         | 0£ 135.000 | 0£ 25.000 |
| 2025 | Lokhalle, Göttingen                 | Nathan Aspinall    | 8 : 4    | Ryan Joyce         | 0£ 175.000 | 0£ 30.000 |

## Höchste Averages
Die Tabelle nennt die zehn höchsten Averages in der Turniergeschichte.
| #  | Spieler            | Jahr | Runde         | Average | Ergebnis   |
| -- | ------------------ | ---- | ------------- | ------- | ---------- |
| 1  | Michael van Gerwen | 2016 | Viertelfinale | 115,13  | Sieg       |
| 2  | Michael van Gerwen | 2018 | Finale        | 111,27  | Sieg       |
| 3  | Jelle Klaasen      | 2016 | 2. Runde      | 111,23  | Sieg       |
| 4  | Jermaine Wattimena | 2025 | 2. Runde      | 111,07  | Sieg       |
| 5  | Peter Wright       | 2017 | Achtelfinale  | 110,59  | Niederlage |
| 6  | Michael van Gerwen | 2017 | Halbfinale    | 110,39  | Sieg       |
| 7  | Terry Jenkins      | 2015 | 2. Runde      | 108,58  | Sieg       |
| 8  | Michael van Gerwen | 2015 | 2. Runde      | 107,69  | Sieg       |
| 9  | Kim Huybrechts     | 2015 | 2. Runde      | 107,36  | Sieg       |
| 10 | Jelle Klaasen      | 2016 | Viertelfinale | 107,11  | Sieg       |
| 10 | Daryl Gurney       | 2018 | Viertelfinale | 107,11  | Niederlage |